# Kelly Gale

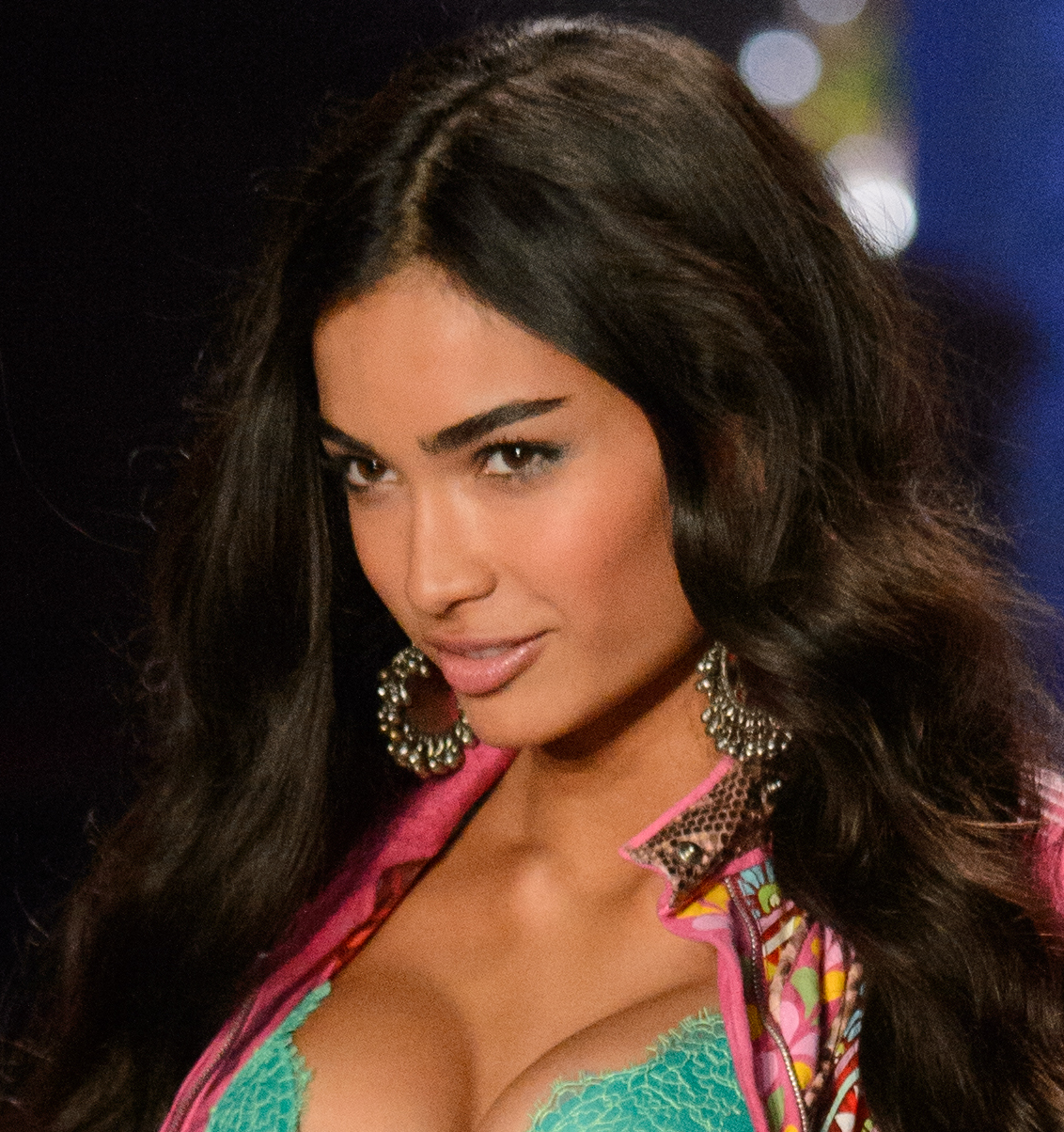
Kelly Gale bei der Show von Victoria's Secret in London 2014

Kelly Olivia Gale (* 14. Mai 1995 in Göteborg) ist ein schwedisch-australisches Model und Schauspielerin.

## Leben

### Familie
Kelly Gale ist Tochter eines australischen Fotografen aus Melbourne und einer schwedischen Ärztin indischer Herkunft. Die Mutter war von Schweden adoptiert worden. Gale wuchs zunächst in Australien und Schweden auf. Als sie fünf war, zog die Familie für vier Jahre nach Ghana. Sie hat zwei jüngere Brüder.
Kelly Gale ist mit dem schwedisch-US-amerikanischen Schauspieler Joel Kinnaman verlobt. Sie waren seit 2019 ein Paar, bevor Kinnaman im Januar 2021 um ihre Hand anhielt. Zuvor war sie mit einem Schweden liiert, den sie seit ihrer Schulzeit kannte.

### Karriere
Sie wurde im Alter von 13 Jahren von einem Modelscout in Schweden entdeckt. Nach anfänglichem Widerstand vor allem durch den in der Modebranche arbeitenden Vater modelte der Teenager zunächst für H&M.
Ab 2012 war sie Laufstegmodel für Schauen von Chanel, Tom Ford oder Ralph Lauren. 2013–2014 und 2016–2018 wirkte sie an den Victoria’s Secret Fashion Show mit. 2016 war sie im Playboy zu sehen sowie auf dem Cover verschiedener internationaler Ausgaben der Zeitschrift Elle und in der Sports-Illustrated-Badeanzug-Ausgabe.
Sie war im Musikvideo zu Enrique Iglesias Lied Duele el corazón zu sehen.
Ihr Debüt als Schauspielerin hatte Gale in dem 2023 erschienenen Actionfilm Plane. Sie spielte auch in der von Netflix produzierten Dystopie Uglies.
Auf sozialen Medien postet Kelly Gale vor allem zum Thema Fitness. Sie konnte auf Instagram 1,4 Millionen Follower sammeln und hat auf Youtube 70.000 Abonnementen.